# يان واتسون (لاعب كريكت)
يان واتسون (1947 - )  (بالإنجليزية: Ian Watson)‏ هو لاعب كريكت بريطاني.

## وصلات خارجية
- يان واتسون على موقع إي آس بي آن كريك إنفو (الإنجليزية)